# Eilema carnea
Eilema carnea är en fjärilsart som beskrevs av Butler 1882. Eilema carnea ingår i släktet Eilema och familjen björnspinnare. Inga underarter finns listade i Catalogue of Life.